# John Patrick Williams
John Patrick "Pat" Williams, född 30 oktober 1937 i Helena, Montana, död 25 juni 2025 i Missoula, Montana, var en amerikansk demokratisk politiker. Han var ledamot av USA:s representanthus 1979–1997. 
Williams avlade 1961 kandidatexamen vid University of Denver och var medarbetare åt kongressledamoten John Melcher 1969–1971.
Kongressledamot Max Baucus avgick 1978 för att tillträda som ledamot av USA:s senat. Williams tillträdde 1979 som ledamot av representanthuset. Från och med 1993 representerade han hela Montana, eftersom delstaten miste en plats i representanthuset. Han efterträddes 1997 av Rick Hill.